# Heliconius phalaris
Heliconius phalaris är en fjärilsart som beskrevs av Gustav Weymer 1893. Heliconius phalaris ingår i släktet Heliconius och familjen praktfjärilar. Inga underarter finns listade i Catalogue of Life.